# Асимптотически параллельные прямые

Две прямые через заданную точку P, асимптотически параллельные прямой R.

В нейтральной или абсолютной геометрии и в геометрии Лобачевского могут иметься много прямых, параллельных данной прямой {\displaystyle R} и проходящих через точку {\displaystyle P} вне этой прямой. Однако две параллельные могут быть ближе к {\displaystyle R}, чем остальные (по одной с каждой стороны).
Имеет смысл в этом случаен дать другое определение параллельности для нейтральной геометрии. Если имеются очень близкие параллельные к данной прямой, их называют асимптотически параллельными или параллельными в пределе.
Для лучей отношение асимптотической параллельности является отношением эквивалентности, которое включает терминальное отношение эквивалентности.
Асимптотические параллельные могут образовывать две или три стороны асимптотического треугольника.

## Определение

Луч Aa является асимптотически параллельным лучу Bb, что записывается как

Луч {\displaystyle Aa} является асимптотически параллельным лучу {\displaystyle Bb}, если они котерминальны или если они лежат на различных прямых, не равных прямой {\displaystyle AB}, не пересекаются и любой луч внутри угла {\displaystyle BAa} пересекает луч {\displaystyle Bb}.

## Свойства
Различные прямые, содержащие асимптотические параллельные лучи, не пересекаются.

### Доказательство
Предположим, что прямые, содержащие различные параллельные лучи, пересекаются. По определению они не могут пересечься на стороне {\displaystyle AB}, в которой находится луч {\displaystyle a}. Тогда они должны пересекаться на стороне {\displaystyle AB}, противоположной лучу {\displaystyle a}, обозначим эту точку {\displaystyle C}. Тогда (здесь P = прямой угол) {\displaystyle \angle CAB+\angle CBA<2P\Rightarrow \angle aAB+\angle bBA>2P}. Противоречие.